# Manuel Candré
Manuel Candré, né en 1966 à Paris, est un écrivain français. Il vit désormais à Québec.

## Biographie
Diplômé en histoire, ethnologie et urbanisme, Manuel Candré a travaillé plus de 20 ans à Paris, en France, au ministère de la Culture,. Il vit désormais à Québec.
Comme romancier, il fait paraître trois titres : Autour de moi (J.Losfeld, 2012), Le portique du front de mer (J.Losfeld, 2013, 2014) ainsi que Des voix suivi de Genèse du rabbi (Quidam éditeur, 2019),,,,.
Son premier roman, Autour de moi, reçoit le Prix Thyde Monnier de la Société des gens de lettres,. Son second titre, Le portique du front de mer, remporte le Prix spécial du jury du Grand Prix littéraire du Web. Finalement, Manuel Candré reçoit les Honneurs de la Cause littéraire pour son troisième roman, Des voix suivi de Genèse du rabbi.
En 2015, Manuel Candré participe à l’ouvrage collectif Leurs contes de Perrault publié chez Belfond.

## Œuvres

### Romans
- Autour de moi, Paris, J.Losfeld, 2012, 98 p.  (ISBN 9782072472947)
- Le portique du front de mer, Paris, J.Losfeld, 2013, 2014, 157 p.  (ISBN 9782072528408)
- Des voix, suivi de Genèse du rabbi, Meudon, Quidam éditeur, 2019, 208 p.  (ISBN 9782374910888)

### Collectif
- Leurs contes de Perrault, Paris, Belfond, 2015, 247 p.  (ISBN 9782714469045)

## Prix et honneurs
- 2012 : Récipiendaire : Prix Thyde Monnier de la Société des gens de lettres (pour Autour de moi)[14]
- 2014 : Récipiendaire : Prix spécial du jury du Grand Prix littéraire du Web (pour Le portique du front de mer)[11]
- 2019 : Récipiendaire : Les Honneurs de la Cause littéraire (pour Des voix suivi de Genèse du rabbi)[12]